# Roberto Ivens
Roberto Ivens (Ponta Delgada, 12 de juny de 1850 - Oeiras, 28 de gener de 1898) fou un oficial de la marina portuguesa, geògraf, administrador colonial i explorador portuguès a Àfrica.

## Biografia
Roberto Ivens nasqué el 1850 a Ponta Delgada, capital de les Açores. Era el fill de Júlia Margarida de Medeiros Castelo Branco, provinent d'una família modesta, que només tenia 18 anys aleshores, i de Robert Breakspeare Ivens, de 30 anys, fill de William Ivens, un ric comerciant anglès.